# らんまる
らんまる（2015年〈平成27年〉6月21日 - ）は、日本のペットインフルエンサーの犬である。品種は柴犬で、雄である。石川県輪島市出身。

## 来歴
2015年（平成27年）、当時飼っていた愛犬が急逝した事をきっかけに飼い主が知人から生まれたばかりの柴犬を紹介され、らんまると名付け、飼われることになった。
2024年（令和6年）1月、能登半島地震で被災した。

## 日常
砂肝プロレス、お父さんの枕の処刑、ぬくいところ探し（似た技にポフポフ探しがある）、突然の階段上り（降りられない）を特技としている。